# For Pete's Sake
For Pete's Sake (br.: Nossa, que loucura! / pt.: A minha mulher é doida) é um filme estadunidense de comédia de 1974 dirigido por Peter Yates e estrelado pela actriz Barbra Streisand.

## Elenco
- Barbra Streisand ..... Henrietta Robbins
- Michael Sarrazin ..... Pete Robbins
- Estelle Parsons ..... Helen Robbins
- William Redfield ..... Fred Robbins
- Molly Picon .....Madame Cherry
- Louis Zorich .....Nick Kasabian
- Heywood Hale Broun ..... Judiz Hiller
- Joseph Maher ..... Senhor Coates